# I Won't Forget You
I Won't Forget You è un singolo del gruppo musicale statunitense Poison, il quarto estratto dal loro album di debutto Look What the Cat Dragged In nel 1987.
Fu la prima power ballad del gruppo e raggiunse il tredicesimo posto della Billboard Hot 100.

## Tracce
1. I Won't Forget You – 3:37
2. Blame it on You – 2:31

## Classifiche
| Classifica (1987) | Posizione massima |
| ----------------- | ----------------- |
| Stati Uniti       | 13                |